# Microregione di Vassouras
Vassouras è una microregione dello Stato di Rio de Janeiro in Brasile, appartenente alla mesoregione Metropolitana do Rio de Janeiro.

## Comuni
Comprende 6 municipi:
- Engenheiro Paulo de Frontin
- Mendes
- Miguel Pereira
- Paracambi
- Paty do Alferes
- Vassouras